# Basílica de San Donato y San Rogatio (Nantes)
La basílica [de] San Donato y San Rogatio de Nantes (en francés: basilique Saint-Donatien-et-Saint-Rogatien) es una iglesia católica francesa historicista (mezcla de estilo neogótico con estilo neorrománico) erigida en el distrito de Malakoff-Saint-Donatien de Nantes, en el departamento de Loira Atlántico (región de Países del Loira). Su fachada principal se encuentra frente a la plaza des Enfants-Nantais. La iglesia fue declarada basílica menor el 14 de marzo de 1889. y es, con la basílica de San Nicolás, una de las dos basílicas de la ciudad.
Data de finales del siglo XIX y está dedicada a san Donatio de Nantes y su hermano san Rogatio, primeros cristianos de Nantes, martirizados en la ciudad a finales del siglo III. Además de la basílica, el sitio integra también el cementerio de San Donatio y de la capilla San Esteban, recogida esta última en el título de los monumentos históricos.

## Historia

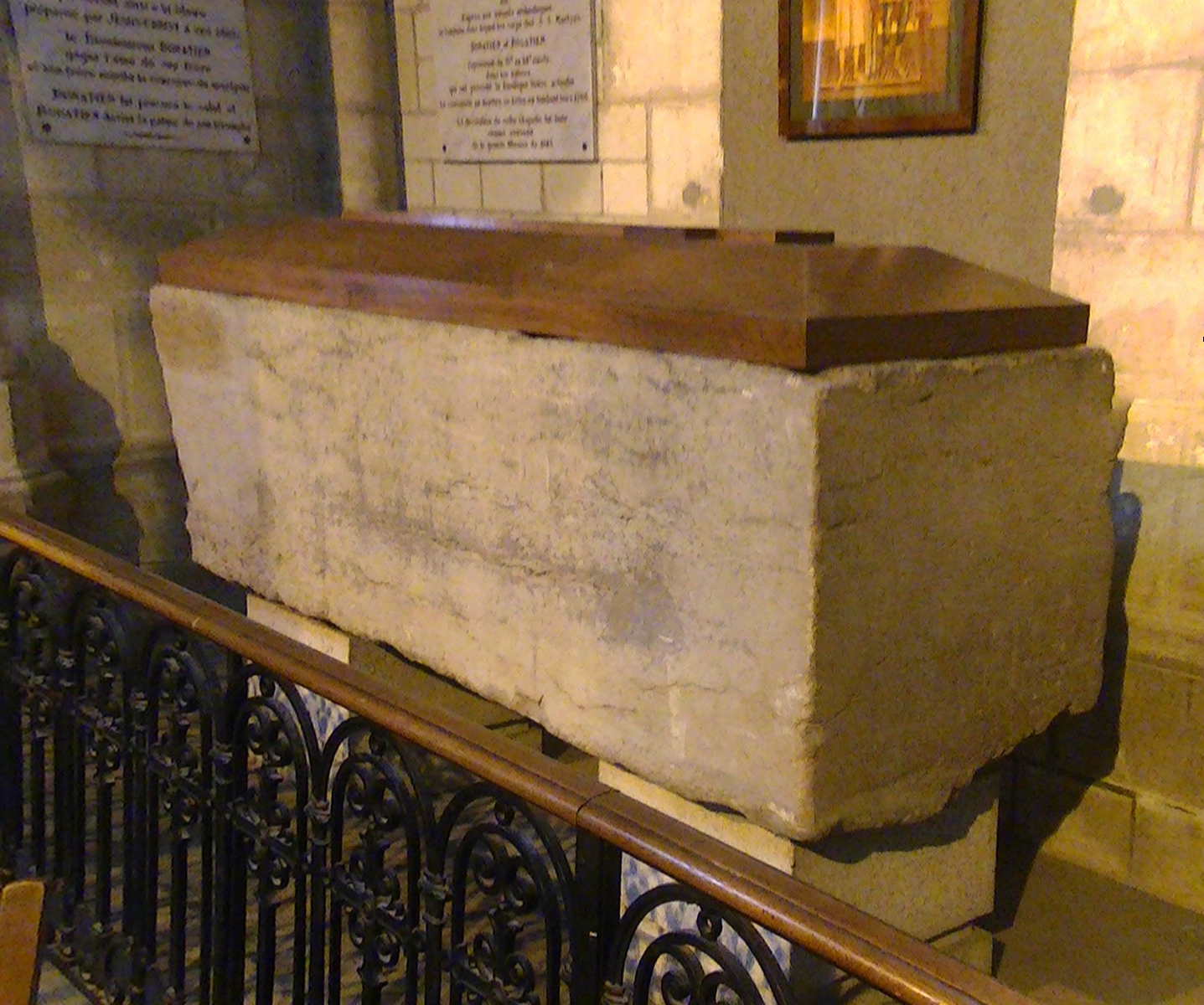
A la izquierda de la nave, un sarcófago de mármol gris de los Pirineos, que habría contenido los cuerpos de los mártires.

El edificio se levanta en el emplazamiento de una antigua villa galorromana. Las excavaciones realizadas en 1873 sacaron a la luz en el lugar un antiguo cementerio pagano, una fosa en el centro del ábside que contenía 27 clavos que se atribuyeron a los féretros de los dos mártires y restos que revelarían que cuatro iglesias anteriores habían sido sucesivamente edificadas en el mismo lugar.
La promulgación del edicto de Constantino (313), nueve años después de su muerte, vio el desarrollo de un culto en torno a los cuerpos de dos hermanos muertos en martirios, primero dislocados en el potro, azotados y expulsados de la ciudad, no lejos de la actual basílica, en el número 63 de la calle Dufour, donde un verdugo les clavó una lanza en la garganta y luego les cortó la cabeza (dos cruces de piedra marcan la ubicación de sus ejecuciones).
Según la tradición, sus cuerpos se colocaron, 21 años después de su muerte, en un sarcófago de mármol gris de los Pirineos, que mide 2,25 m de largo y 75 cm de ancho. Las reliquias atrajeron entonces a peregrinos, requiriendo la creación de una «Guardia de Honor» compuesta por monjes de San Martín. La parroquia fue entonces considerada por los nanteses como una «terre sainte».
La primera iglesia habría sido construida según la tradición en la propiedad familiar de los santos nanteses alrededor de 490. Las invasiones normandas destruyeron el primer edificio que, una vez que regresó la paz, dio paso a una nueva iglesia alrededor del año 980. Sin embargo, según Dubuisson-Aubenay, restos del santuario primitivo todavía existían en el siglo XVII, especialmente en el ábside antiguo.
El 16 de marzo de 1739, Jean-Marie Trevelec, consejero del Parlamento de Bretaña y su esposa Françoise Charrette pusieron la primera piedra de la reconstrucción. Transformado en hospital durante la Revolución, fue vendida en 1796. Una vez la iglesia volvió al culto en 1802, las partes que faltaban fueron reconstruidas a partir de 1804, dando nacimiento a una iglesia más grande de forma cruciforme, consagrado por monseñor Duvoisin el 28 de marzo de 1806.

## El edificio delsigloXIX

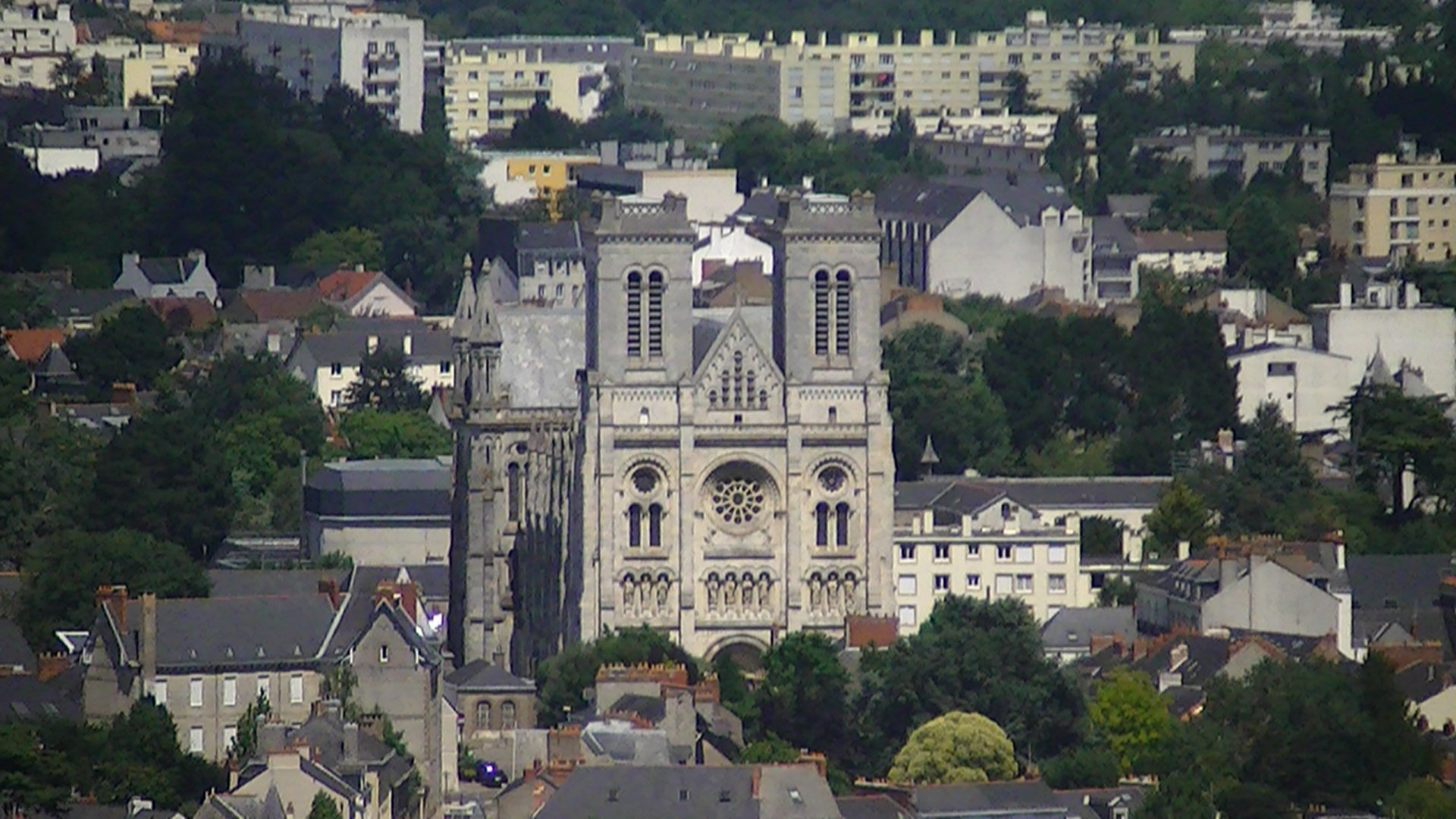
Vista general del edificio, desde lo alto de la torre Bretaña

El proyecto comenzó a tomar forma después de la guerra franco-prusiana de 1870, reforzada por un fuerte resurgimiento del sentimiento religioso en un agitado contexto político y social. Monseñor Félix Fournier (1803-1877), obispo de Nantes, había había hecho el voto de construir una basílica en honor de los dos patronos de su diócesis si ésta se preservaba de la invasión de los prusianos, como fue el caso.
Así que el arquitecto Émile Perrin, hermano del párroco de Saint-Père-en-Retz y cuya iglesia también estaba construyendo, le proyectó los planos de un santuario en estilo neogótico primitivo, y Louis Liberge, hijo del arquitecto François Liberge, constructor de la iglesia de Saint-Clément de Nantes, ordenó las obras que comenzaron el 10 de octubre de 1872 por la excavación de los cimientos y que van a durar casi treinta años. Después de haber hecho algunas excavaciones, monseñor Fournier bendijo el 12 de septiembre de 1873, en presencia de 300 sacerdotes, la primera piedra que se colocó en el pilar derecho del santuario. El rescripto papal de 14 de marzo de 1889 le concedió el título de basílica y el 14 de abril,monseñor Lecoq, obispo de Nantes, promulgó el decreto pontifical.
El 13 de junio de 1881, se comenzó la fachada del edificio inspirada a Liberge por la de Notre-Dame de París. Los trabajos en la fachada completaron el edificio en 1901, recibiendo las torres gemelas con una altura de 44 m (sin embargo desprovistas de las dos flechas inicialmente previstas). Con las torres terminadas, se puso la cruz que domina la chancel de los piñones y que fue bendecida por monseñor Rouard.

## El edificio delsigloXX
Hubo que esperar al año 1902 para que la iglesia finalmente recibiera sus diez campanas, con un peso entre 291 y 4614 kg, fundidas por la casa Bollée de Le Mans y bendecidas por monseñor Rouard el 18 de junio. La sonería del carillon del reloj reproduce la famosa melodía Westminster Quarters, el carillón del Palacio de Westminster, la sede del Parlamento británico en Londres.
En 1971, la renovación del coro fue confiada al arquitecto Philippe Joëssel.

## El edificio delsigloXXI

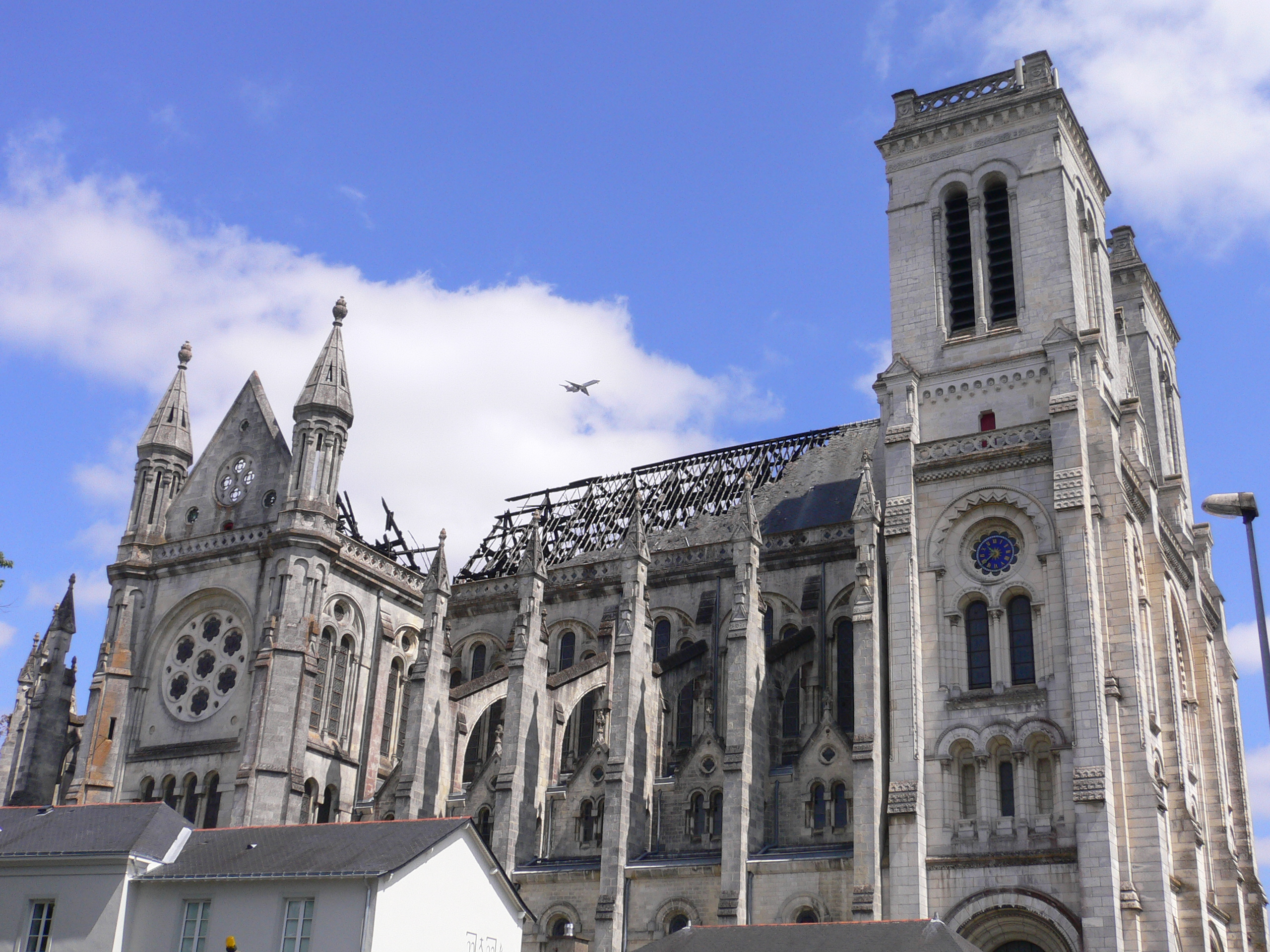
El edificio en el verano de 2015, algunas semanas después del incendio del 15 de junio

El 15 de junio de 2015, un violento incendio devastó tres cuartas partes de su techo. Según el director departamental de la seguridad pública, el siniestro habría tenido lugar accidentalmente, mientras dos tejadores estaban trabajando en la reparación del edificio, reparando un canalón de plomo con un soplete.
Las primeras obras de reconstrucción se fijaron en octubre de 2015 y deberían estar terminadas a principios de 2017. Su coste fue fijado en dos millones de euros. La basílica fue temporalmente cerrada al público, y ese cierre se levantaría después de la finalización de la primera fase de los trabajos a mediados de diciembre.
El 20 de octubre de 2015 comenzaron los trabajos de reparación de la basílica. Se dividieron en tres fases y se completarán en 2019. Por el momento, no se ha establecido ninguna fecha de reapertura.

## El cementerio de San Donatio y la capilla de San Esteban

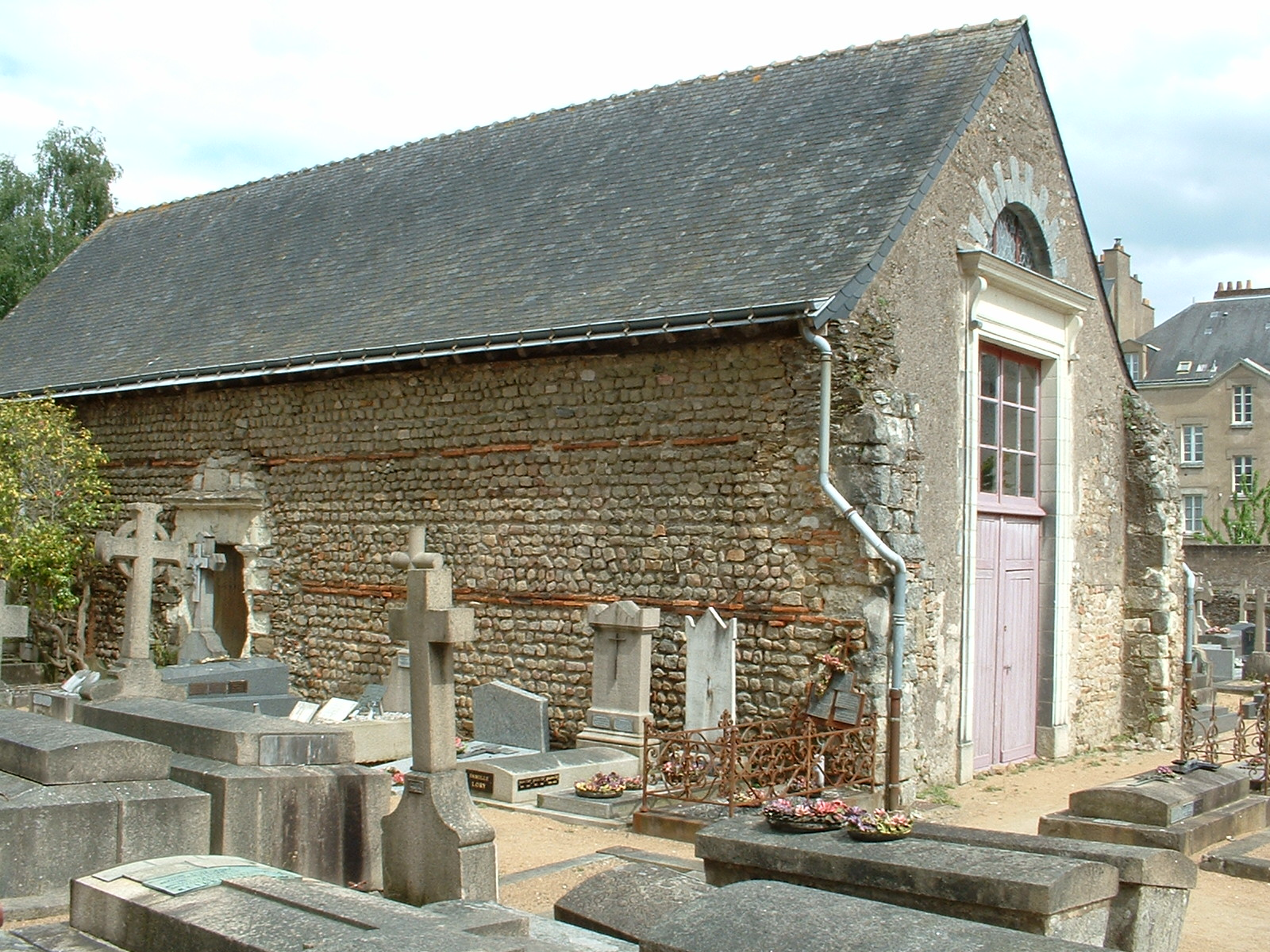
Cementerio de San Donatio: la capilla de San Esteban

Los terrenos adyacentes a la basílica, al sur y al este, están ocupados por el cementerio Saint-Donatien, el cementerio cristiano más antiguo de Nantes todavía en uso. En el centro de la parte meridional de este se encuentra la capilla de Saint-Etienne (también conocida como de «Saint-Georges» o de «Saint-Agapit»). Es un edificio rectangular, de 17,5 m de largo por 7,5 m de ancho, cuya cubierta de dos aguadas alcanza un poco menos de 8,0 m de altura. Se trata del edificio religioso más antiguo de la diócesis, ya que las partes más antiguas se remontan al inicio del siglo VI. De hecho, según el historiador Albert Travers, este edificio habría sido construido por orden del obispo Épiphane para albergar las reliquias de Saint Etienne llegadas de Jerusalén a más tardar en 506.
La fachada fue rehecha en un estilo neoclásico en el siglo XVIII. Un pozo "tradicional" fue excavado afuera, justo frente a la capilla. Los peregrinos podían lavarse allí las manos antes de entrar en el santuario. Este pozo, que desapareció a finales del siglo XX, era para Léon Maître una prueba de la antigüedad de la capilla. Este edificio ha sido objeto de una inscripción bajo los monumentos históricos desde el 26 de diciembre de 1984.

## Galería de imágenes

Detalles
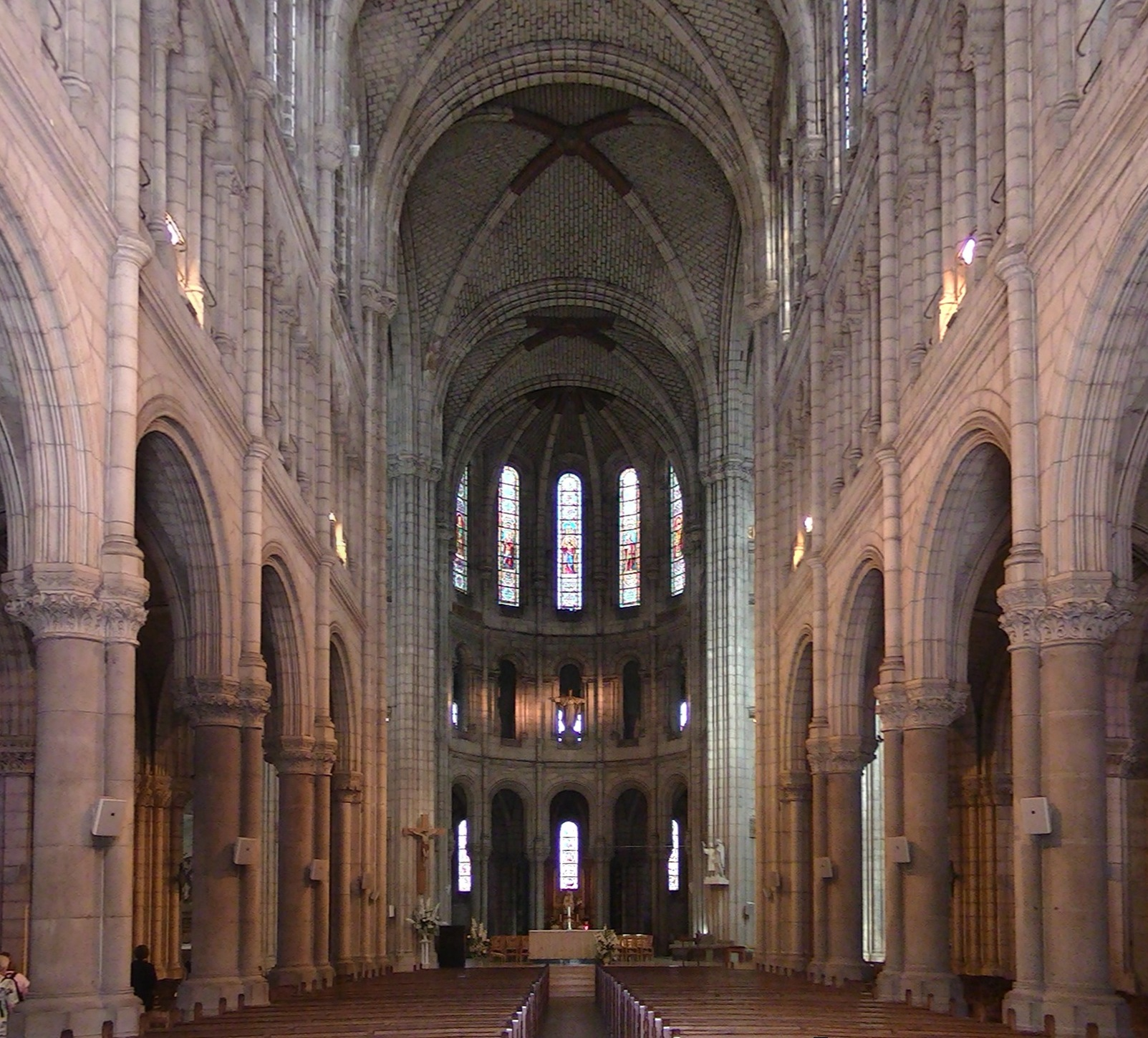
Nave, lado del ábside
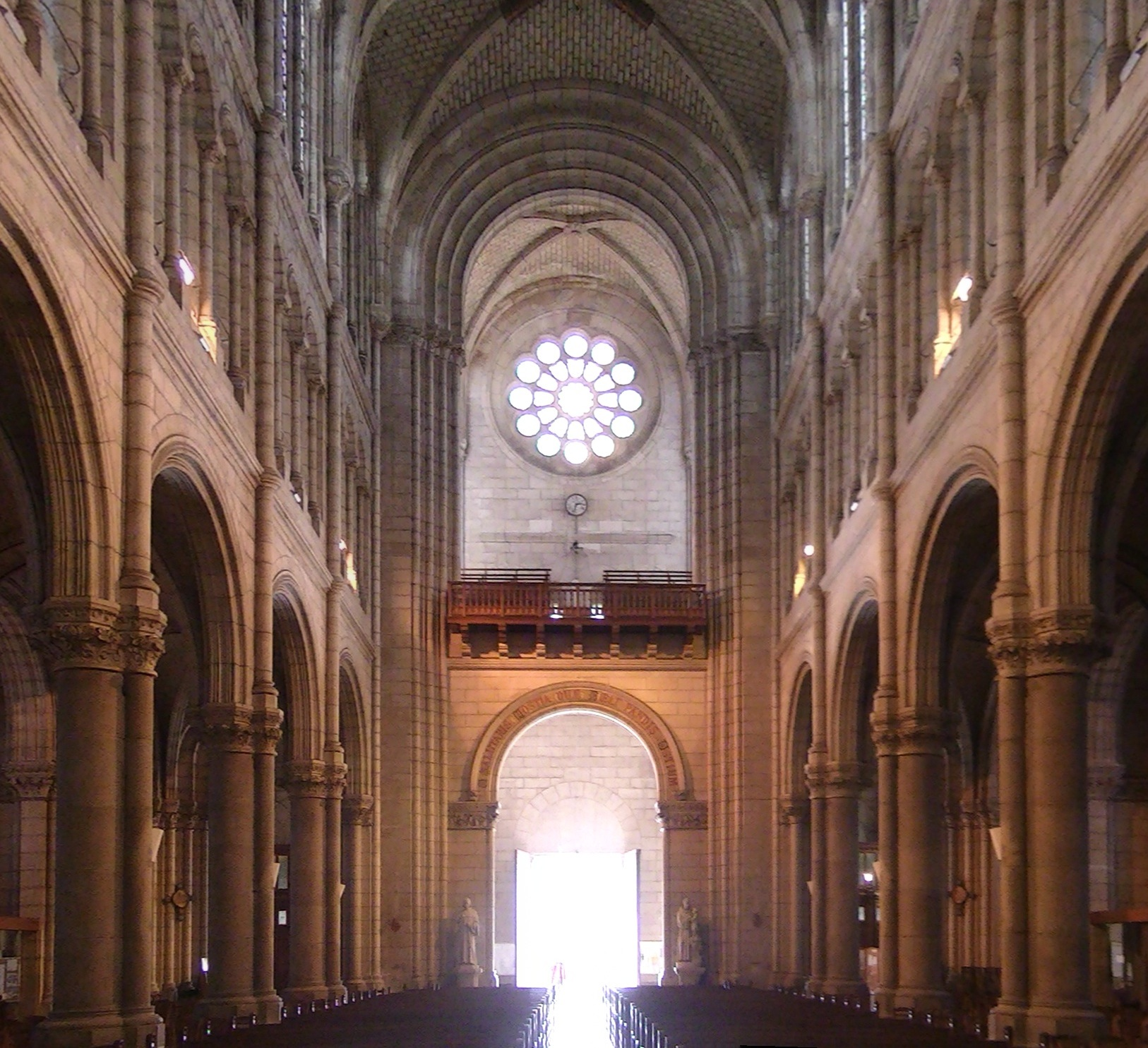
Nave, lado de la entrada
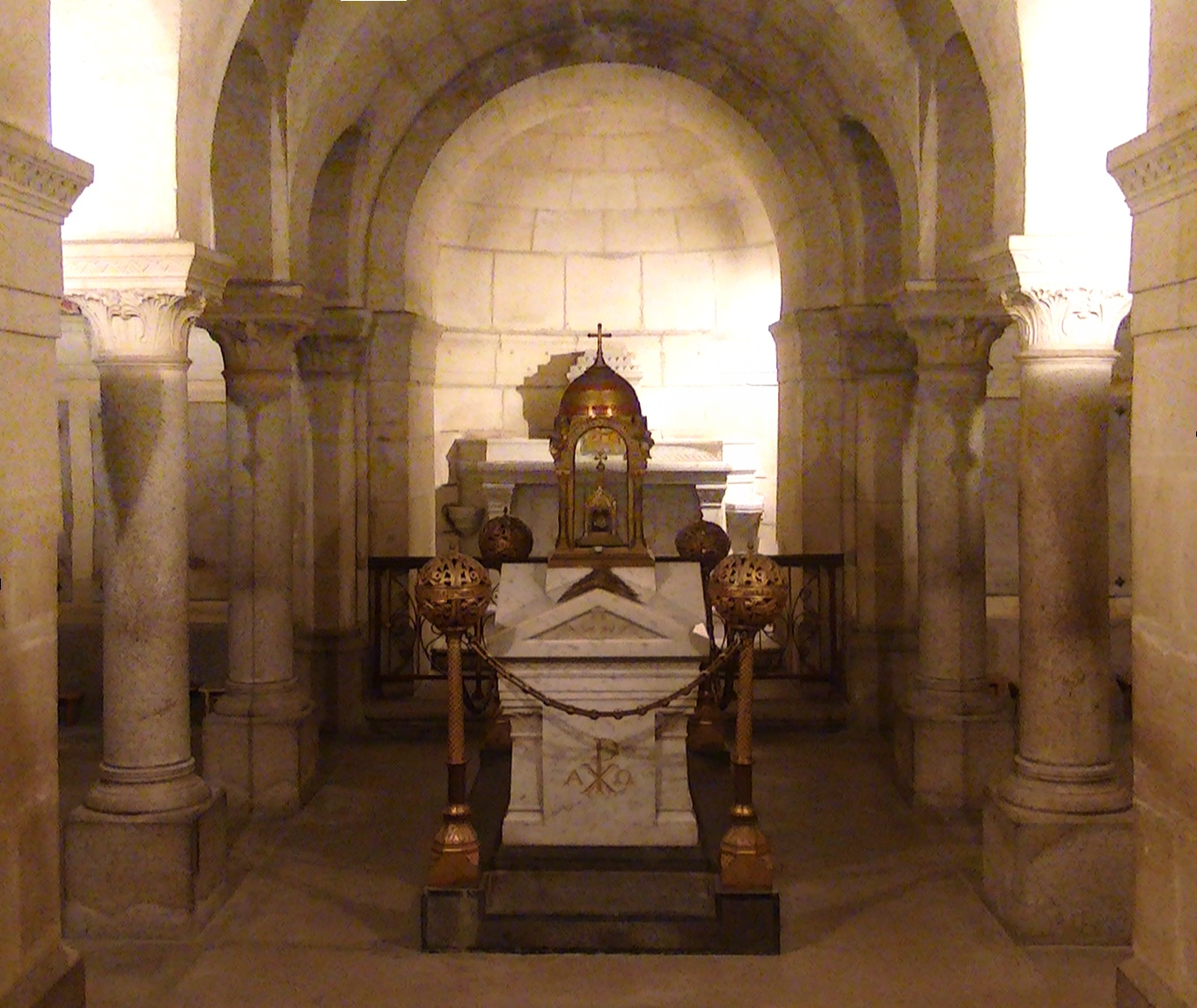
La cripta de estilo neorrománico, construida en 1881, albergaría las reliquías atribuidas a los dos mártires
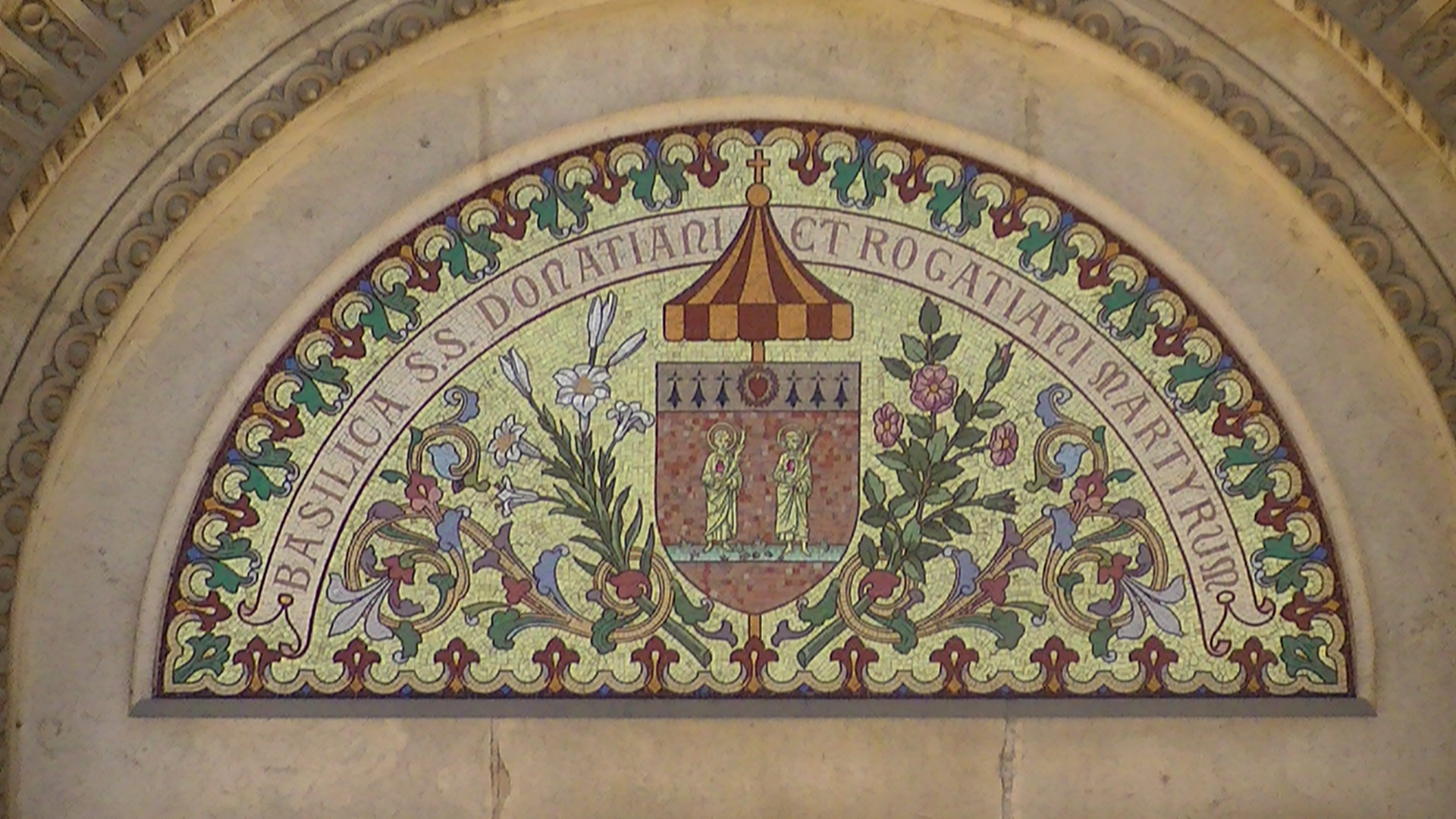
Tímpano del portal: mosaico armoriée con Donatio y su lys, Rogatio y su rosa